# Υ
Υ, υ（ウプシロン、ユプシロン、イプシロン、古代ギリシア語: ὖ ユー、ギリシア語: ύψιλον イプシロン、英語: upsilon アプスィロン、ウプサイロン）はギリシア文字の第20番目の文字。ギリシア数字の数価は400。
「イプシロン」は現代ギリシア語ではこの文字を言うが、日本ではε（エプシロン）のことを指すことがある。
ラテン文字の U, V, W, Y, キリル文字の У, Ү, Ў はこの文字に由来する。ラテン文字のYは本来ギリシア語からの借用語を表記するために導入されたものであることから、近代諸言語でもギリシア語名に由来する名称、または「ギリシアのイ」を意味する名称で呼ぶ言語も多い。

## 音声
もっとも古い時期には円唇後舌狭母音/u, uː/を表していたが、アッティカ・イオニア方言では早くから円唇前舌狭母音/y, yː/に変化した。二重母音αυ, ευはそれぞれ/au, eu/と発音されたようである。
ουはもともと二重母音/ou/を表していたが、後に長く狭い/oː/と同音になり、両方をこのつづりで書くようになった。さらに狭母音化して/uː/の音を持つようになったが、古典期の音が/oː/と/uː/のどちらだったかは明らかでない。
現代ギリシア語では単独、または υι で /i/, αυ, ευ, ηυ は後続の音が無声音のときに /af/, /ef/, /if/, 母音を含む有声音のときに /av/, /ev/, /iv/。ου は /u/ をあらわす。

## 起源
このυ Υは、フェニキア文字で半母音/w/を表した 𐤅 （ワウ）に由来する。なお古いギリシア文字で/w/の音を表した「Ϝ」（ディガンマ）も同じ文字に由来する（フェニキア文字の異体字）。
ギリシア文字アルファベット表では、
- Ϝがフェニキア文字アルファベット表と同じ位置（εの次）に置かれていたのに対し、
- υ Υはフェニキア文字アルファベット表の最後の文字にあたるτ（タウ）の後ろへ付け加えられた[4]。

極めて古いギリシア文字を含むほぼすべての出土資料にはこの文字が含まれている。
- 僅かな例外としてエジプトのファイユームで発見されたとされる4枚の金属板に刻まれたギリシア文字アルファベット表はτで終わっており、時代不明ながらも母音字υがまだ確立しないギリシア文字のもっとも古い段階を示すものと考えられている[5]。
- 1つのフェニキア文字から形の異なる2つのギリシア文字が生まれた経緯については充分わかっていない。ナヴェはまず/w/の字として伝えられて特有の「Ϝ」の形になった後、ふたたびフェニキア文字が伝えられたという説を述べているが[6]、実体のない議論として批判されている[7]。

古代の文字名称は単に母音を伸ばしたὖ（ユー）だった。古典ギリシア語では語頭のυには必ず有気記号がつくため、実際のアッティカ名はὗ（ヒュー）だったかもしれない。後に二重母音οιが同音の/y/に変化し、ビザンチン時代の文法学者が両者の区別のためυをユプシロン（ὒ ψιλόν、単なるユー）と呼んだのが現代の名称の由来である。

## 合字

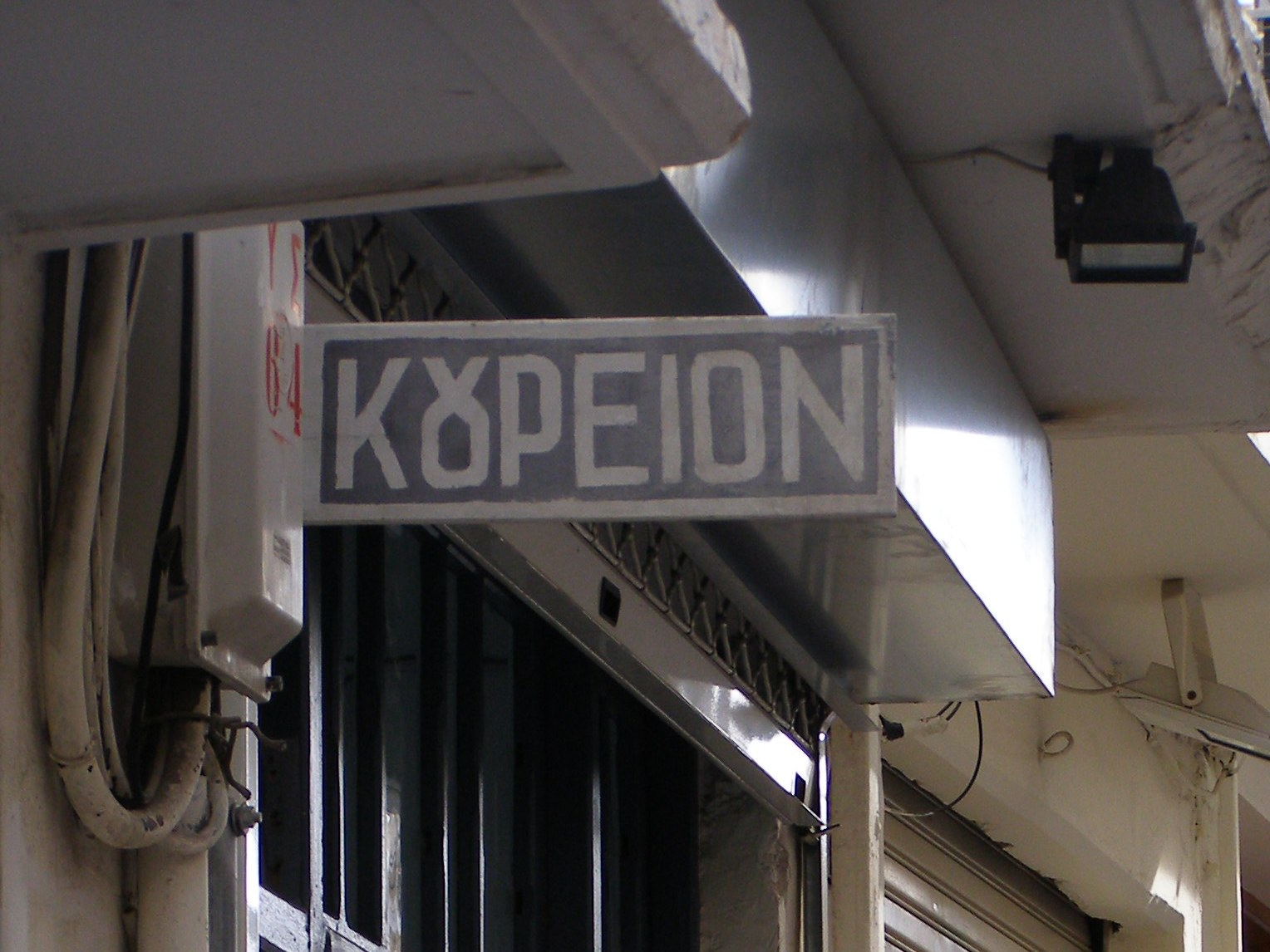
床屋（κουρεῖον、現代の標準であるディモティキでは）の看板

正式の書き方ではないが、ουは合字で書かれることがある。占星術での牡牛座の記号（♉）に似ている。
Unicodeにはouの合字（大文字 U+0222 Ȣ、小文字 U+0223 ȣ）が存在するが、ギリシア文字でなくラテン文字の一種とされている。

## 記号としての用法
大文字の「Υ」は、素粒子物理学でボトムクォークとその反クォークからなるウプシロン中間子 ({\displaystyle b{\bar {b}}}) を表す。ただし、ラテン文字のYとの混同を避けるために、それと解るフォントや表記（「 ϒ 」など）を使用する。

## 符号位置
| 大文字 | Unicode | JIS X 0213 | 文字参照                 | 小文字 | Unicode | JIS X 0213 | 文字参照                 | 備考 |
| ------ | ------- | ---------- | ------------------------ | ------ | ------- | ---------- | ------------------------ | ---- |
| Υ      | U+03A5  | 1-6-20     | &Upsilon; &#x3A5; &#933; | υ      | U+03C5  | 1-6-52     | &upsilon; &#x3C5; &#965; |      |
| Ύ      | U+038E  | -          | &#x38E; &#910;           | ύ      | U+03CD  | -          | &#x3CD; &#973;           |      |
| Ϋ      | U+03AB  | -          | &#x3AB; &#939;           | ϋ      | U+03CB  | -          | &#x3CB; &#971;           |      |

| 記号 | Unicode | JIS X 0213 | 文字参照               | 名称                           |
| ---- | ------- | ---------- | ---------------------- | ------------------------------ |
| ΰ    | U+03B0  | -          | &#x3B0; &#944;         |                                |
| ϒ    | U+03D2  | -          | &upsih; &#x3D2; &#978; | GREEK UPSILON WITH HOOK SYMBOL |